# Austin A50 Cambridge
Der Austin A50 Cambridge war eine viertürige Obere-Mittelklasse-Limousine der Austin Motor Company, die von seinem Schwestermodell A40 Cambridge abgeleitet war. Das Modell wurde von Dezember 1954 bis Dezember 1959 von Nissan als Nissan A50 in Lizenz produziert.
Mit gleicher Pontonkarosserie wie der A40 wurde der A50 Cambridge von 1954 an angeboten. Sein größerer Vierzylinder-Motor hatte einen Hubraum von 1489 cm³ und entwickelte eine Leistung von 50 bhp (37 kW), die an die Hinterräder weitergeleitet wurde. Die Höchstgeschwindigkeit lag bei 118 km/h.
Bereits 1957 erschien der Nachfolger Austin A55 mit geringfügig leistungsgesteigertem Motor.